# Francis Chansa
Francis Chansa (Lubumbashi, 10 settembre 1974) è un ex calciatore della Repubblica Democratica del Congo, di ruolo portiere.

## Carriera

### Club
Ha cominciato a giocare al Bush Bucks. Nel 1999 si è trasferito al Durban United. Nel corso dello stesso anno è passato al Royal Tigers. Nel 2000 è stato acquistato dal Golden Arrows. Nel 2004 si è trasferito all'Orlando Pirates. Nel 2008 è passato al Santos Cape Town. Nel 2009] si è accasato al Bidvest Wits. Nel 2010 si è trasferito al Mpumalanga Black Aces. Nel 2011 è stato acquistato dal Maritzburg Utd, in cui ha militato fino al 2013.

### Nazionale
Ha debuttato in Nazionale il 14 gennaio 2006, in Senegal-RD del Congo (0-0). Ha partecipato, con la Nazionale, pur senza scendere mai in campo, alla Coppa d'Africa 2006. Ha collezionato in totale, con la maglia della Nazionale, una presenza.

## Statistiche

### Cronologia presenze e reti in Nazionale
| Cronologia completa delle presenze e delle reti in nazionale ― RD del Congo | Cronologia completa delle presenze e delle reti in nazionale ― RD del Congo | Cronologia completa delle presenze e delle reti in nazionale ― RD del Congo | Cronologia completa delle presenze e delle reti in nazionale ― RD del Congo | Cronologia completa delle presenze e delle reti in nazionale ― RD del Congo | Cronologia completa delle presenze e delle reti in nazionale ― RD del Congo | Cronologia completa delle presenze e delle reti in nazionale ― RD del Congo | Cronologia completa delle presenze e delle reti in nazionale ― RD del Congo |
| Data                                                                        | Città                                                                       | In casa                                                                     | Risultato                                                                   | Ospiti                                                                      | Competizione                                                                | Reti                                                                        | Note                                                                        |
| --------------------------------------------------------------------------- | --------------------------------------------------------------------------- | --------------------------------------------------------------------------- | --------------------------------------------------------------------------- | --------------------------------------------------------------------------- | --------------------------------------------------------------------------- | --------------------------------------------------------------------------- | --------------------------------------------------------------------------- |
| 14-1-2006                                                                   | Dakar                                                                       | Senegal                                                                     | 0 – 0                                                                       | RD del Congo                                                                | Amichevole                                                                  | -0                                                                          |                                                                             |
| Totale                                                                      |                                                                             | Presenze                                                                    | 1                                                                           |                                                                             | Reti                                                                        | -0                                                                          |                                                                             |